# Gmina Farmersburg

Położenie Gminy Farmersburg w hrabstwie Clayton

Gmina Farmersburg (ang. Farmersburg Township) – gmina w USA, w stanie Iowa, w hrabstwie Clayton. Według danych z 2000 roku gmina miała 605 mieszkańców, a jej powierzchnia wynosi 94,08 km².